# Takélot II
Pour les articles homonymes, voir Takélot.
Takélot II est général d'Héracléopolis, puis grand prêtre d'Amon puis roi de la XXIIe dynastie vers 834 à 809 AEC,. Manéthon l’appelle Takélôtis ou Takélôthis et lui compte treize ans de règne (Africanus, Eusebius). Il est le fils d'Nimlot II et le petit-fils d'Osorkon II. Takélot se proclame roi à Thèbes avant la fin du règne de son grand-père.

## Généalogie
Takélot II est le fils de Nimlot II, général d'Héracléopolis puis grand prêtre d'Amon, et le petit-fils du roi Osorkon II.
Takélot II épouse sa sœur Karomama II, avec qui le roi eut :
- le grand prêtre d'Amon puis roi Osorkon III,
- Bakenptah, général d'Héracléopolis (mentionné dans un texte datant de l'an XXXIX de Sheshonq III (lorsqu'Osorkon reprend définitivement la ville de Thèbes à ses adversaires Sheshonq IV et le grand prêtre d'Amon Takélot (grand prêtre d'Amon)) et dit être un frère du roi[6].

Takélot II a également épousé une dame dont le nom n'a été que partiellement conservé sous le nom de Tashep [...]. Ils eurent un fils :
- Nimlot, mentionné sur une stèle en bois (Turin 1468/Vatican 329) comme le fils du roi Takelot (très probablement Takélot II) et de Tashep[...][6].

Takélot II avait également une femme nommée Tabaktenasket Ire, ils ont eu une fille :
- Isetoueret (II), elle épousa le vizir thébain Nakhtefmout (C), connu par les cercueils de son fils Ânkhpakhered et de sa fille Tabaktenasket (II) (Berlin 20132 et 20136)[6].

D'autres enfants sont connus :
- Djedptahiouefânkh, fils cadet de Takélot II,
- Shepensopdet (II), elle épouse le quatrième prophète d'Amon Djedkhonsouiouefânkh, elle est connue par une statue conservée au musée du Caire (CG 42211)[6],
- Karomama, chanteuse d'Amon[6].

Une autre fille est également possible :
- Tentsepeh (D), épouse de Ptahoudjânkhef (soit une fille de Takélot II, soit une fille d'Osorkon II)[6].

## Règne

### Prince égyptien
Son père Nimlot II était général d'Héracléopolis. Lorsqu'il devient grand prêtre d'Amon après que son père Osorkon II l'a nommé à cette charge, Takélot prend la charge de général d'Héracléopolis. À la mort de son père, Takélot reprend sa charge de grand prêtre d'Amon et laisse son frère Djedptahiouefânkh reprendre sa charge de général d'Héracléopolis. Les descendants de ce dernier resteront dans cette ville, comme l'atteste la stèle de Pasenhor, arrière-arrière-petit-fils de Djedptahiouefânkh.

### Le début du règne
Avant même la fin du règne d'Osorkon II, l'un de ses présumés petit-fils, Takélot  II, alors grand prêtre d'Amon à Thèbes, se proclame roi de Haute-Égypte vers 834 AEC et laisse son poste de grand prêtre d'Amon à Horsaïset II, petit-fils présumé d'Horsaïset Ier. Puis Sheshonq III, présumé fils d'Osorkon II (si Sheshonq III appartient incontestablement à la famille royale, le lien exact avec Osorkon II est inconnu), est couronné roi à Bubastis vers 830 AEC à la suite de ce dernier. Commence alors une lutte entre les deux factions. Sheshonq III lance une politique énergique visant à reprendre en main la Haute-Égypte, il sera d'ailleurs reconnu en l'an VI de son règne à Thèbes sur une inscription nilométrique du quai du temple de Karnak sur laquelle il est associé au grand prêtre d'Amon Horsaïset II. Sheshonq III semble donc avoir joué des rivalités entre Takélot II et Horsaïset II pour s'imposer dans cette région. En réaction et dans des circonstances obscures, Takélot II fait remplacer Horsaïset II par son fils Osorkon (le futur Osorkon III), et ce avant l'an XI de son règne (en effet, une révolte thébaine éclate contre Takélot et Orokon pendant les années 11 et 12 du règne de Takélot). C'est avec cette révolte qu'entre en lice un certain Pétoubastis Ier (ou Padibastet), présumé frère d'Horsaïset II et qui se proclame aussi roi tout en soutenant ce dernier en tant que grand prêtre d'Amon. Se met en place ainsi trois camps : Sheshonq III en Basse-Égypte et les duos Takélot II-Osorkon III et Pétoubastis Ier-Horsaïset II pour le contrôle de la Haute-Égypte.

### Lutte en Haute-Égypte
La révolte des ans XI et XII contre Takélot II et son fils le grand prêtre d'Amon Osorkon ne semble toutefois pas fonctionner car si Pétoubastis Ier se proclame roi, Takélot II reste reconnu à Thèbes jusqu'en l'an XV. Pétoubastis Ier a dû s'installer ailleurs, pendant cette période avant de revenir plus tard. En effet, une deuxième révolte, soutenue par les élites thébaines, éclate à Thèbes en l'an XV (soit l'an XI de Sheshonq III et l'an IV de Pétoubastis Ier), ceci associé à l'alliance momentanée entre Sheshonq III et Pétoubastis Ier permet de vaincre Takélot II et Osorkon. Pétoubastis réinstalle donc Horsaïset II comme grand prêtre d'Amon tandis que Takélot et Osorkon se réfugient dans un lieu inconnu. L'alliance a dû durer un certain temps car une première inscription sur le quai de Karnak montre ces deux rois avec le grand prêtre Horsaïset II et une seconde inscription sur le Xe pylône de Karnak indique que le général Pasedbastet, fils de Sheshonq III, a restauré ce pylône tout en s'associant avec Pétoubastis. La Moyenne-Égypte était également soumise aux aléas politiques, car Héracléopolis, verrou stratégique entre la Haute et la Basse-Égypte, a reconnu à un moment donné Pétoubastis comme roi alors que la ville était auparavant sous domination bubastite. La domination de Pétoubastis sur la Thèbes ne dure qu'environ une décennie car Takélot II et son fils Osorkon dominent à nouveau Thèbes en l'an XXIV de Takélot.

### Fin de règne
À la mort de Takélot II en l'an XXVI de son règne, c'est un certain Ioupout Ier, autre membre de la famille royale (un fils d'Osorkon II ou de Pétoubastis Ier ?), qui lui succède et non le fils de Takélot, le grand prêtre d'Amon Osorkon. Ce règne durera a minima douze ans. Si certains pensent que Ioupout Ier et Pétoubastis Ier étaient alliés sur la base d'une inscription nilométrique sur laquelle les deux rois sont mentionnés (l'an II de Ioupout correspondant à l'an XVI de Pétoubastis), ceci n'est pas certain.